# منتخب كرواتيا لاتحاد الرغبي
منتخب كرواتيا الوطني لاتحاد الرغبي هو ممثل كرواتيا الرسمي في المنافسات الدولية في اتحاد الرغبي . تأسس في 1992.

## وصلات خارجية
- الموقع الرسمي